# Lee Dixon
Lee Michael Dixon (* 17. März 1964 in Manchester) ist ein ehemaliger englischer Fußballspieler. Er war als rechter Außenverteidiger Bestandteil der renommierten Abwehrkette des FC Arsenal des ausgehenden 20. Jahrhunderts, die den Grundstein legte für den Gewinn von vier englischen Meisterschaften, drei FA-Cup-Trophäen, einer Ligapokalausgabe sowie 1994 dem Europapokals der Pokalsieger. Obwohl er auch 22 A-Länderspiele für England bestritt, nahm er aber an keiner Welt- oder Europameisterschaftsendrunde teil.

## Sportlicher Werdegang

### Anfänge (bis 1988)
Dixons Weg zum Erstligafußballer verlief zunächst schleppend. Obwohl in Manchester geboren und obwohl sein Vater in der Reservemannschaft von Manchester City als Torwart zwischen den Pfosten stand, wurde er in der Jugend des unterklassigen FC Burnley ausgebildet. Nach dem Übergang in den Profibereich kam er an dem Stammspieler auf der rechten Abwehrseite Brian Laws nicht vorbei. Zum letzten Heimspiel der Saison 1982/83 debütierte Dixon für den verletzten Laws und beim 2:1-Sieg gegen die Queens Park Rangers empfahl er sich für die beiden finalen Auswärtspartien. Nach dem Abstieg aus der zweiten Liga kam er dann unter dem neuen Trainer John Bond auch zum Saisonauftakt anstelle von Laws zum Einsatz, aber sein Auftritt beim 1:4 gegen Hull City war sein letzter in der Liga für Burnley. Ablösefrei wechselte er mit Andy Wharton (ebenfalls Außenverteidiger) im Februar 1984 zum Viertligisten Chester City.
In Chester wendeten sich Dinge zunächst nicht zum Guten und am Ende der Saison 1983/84 landete Dixon auf dem letzten Platz der untersten englischen Profiliga. Der Abstieg konnte nach einem erfolgreichen Wiederwahlverfahren des Verein abgewendet werden und nach einem weiteren Jahr bei dem Viertligisten hatte Dixon immerhin 63 Pflichtspiele angesammelt. Sein Weg führte ihn dann eine Spielklasse hinauf zum FC Bury, der von Martin Dobson trainiert wurde, der wiederum Burnley Kapitän gewesen war, als Dixon seinen Einstand dort gegeben hatte. In Bury zeigte er gute Leistungen und empfahl sich so dem ehemaligen englischen Nationalmannschaftsaußenverteidiger Mick Mills, der damals Trainer des Zweitligisten Stoke City war. Für 40.000 Pfund verließ Dixon Bury nach nur einem Jahr und auch in Stoke-on-Trent blieb Dixon nur 18 Monate, bevor er Ende Januar 1988 von Arsenals George Graham verpflichtet wurde.

### FC Arsenal (1988–2002)
Obwohl Arsenal mit dieser Personalie den Verlust des Außenverteidigers Viv Anderson kompensieren wollte, der an Manchester United abgegeben wurde, konnte sich Dixon zunächst nicht für die erste Mannschaft in Highbury empfehlen. Mit dem international erfahrenen Kenny Sansom als linkem Verteidiger und Nigel Winterburn, obwohl ebenfalls auf der linken Seite heimisch, nach guten Leistungen als rechter Defensivspieler, machte Dixon nach seinem Debüt gegen Luton Town im Februar 1988 bis zum Ablauf der Saison nur insgesamt sechs Spiele. Im Sommer verließ Sansom den Verein und Winterburn wechselte auf die andere Seite, wodurch Dixon das Trikot mit der Nummer 2 übernahm, das er dann über zehn Jahre tragen sollte. Dixon und Winterburn besetzten die Außenpositionen, während der Mannschaftskapitän Tony Adams und der altgediente David O’Leary im Zentrum operierten. Später im Jahr 1988 wurde diese Reihe noch um Steve Bould ergänzt, der, wie zuvor Dixon, von Graham bei Stoke City entdeckt worden war. Diese fünf Verteidiger, oftmals auf einer Linie spielend (anstatt der üblichen Viererkette), waren der Dreh- und Angelpunkt einer Arsenal-Mannschaft, die sich zu einem ernstzunehmenden Kandidaten für die englische Meisterschaft 1989 entwickelte und den ersten Ligatitel nach dem Double-Jahr 1971 in Angriff nahm, damals noch mit Trainer Graham als Spieler für den Verein. In einer umkämpften Schlussphase sorgte ein 2:0-Auswärtssieg am letzten Spieltag beim FC Liverpool für die Entscheidung zugunsten von Arsenal, wobei ein Sieg mit mindestens zwei Toren Unterschied dafür notwendig gewesen war. Dixon schoss dabei den Ball beim Stand von 1:0 in der Nachspielzeit aus der eigenen Hälfte für einen letzten Angriff weit und kontrolliert zum Mittelstürmer Alan Smith auf der rechten Seite, der den Pass wiederum zum späteren Torschützen Michael Thomas weiterleitete.
In der Spielzeit 1990/91 erlebte die Defensive von Arsenal, mit David Seaman nun als Torhüter, ihren Höhepunkt, als das Team mit nur einer Saisonniederlage erneut die englische Meisterschaft gewann. Nachdem O’Learys Rücktritt unmittelbar bevorstand, verstärkte Graham die Abwehr Anfang 1993 durch die Verpflichtung von Martin Keown vom FC Everton – Keown hatte bereits in jungen Jahren für Arsenal gespielt und ironischerweise ein halbes Jahr zuvor die Position des rechten Verteidigers für England bei der Euro 1992 in Schweden nach den verletzungsbedingten Absagen von Dixon und Gary Stevens bekleidet. Im Jahr 1993 gewann Arsenal die beiden heimischen Pokalwettbewerbe. Dabei verpasste Dixon das Ligapokalendspiel gegen Sheffield United (2:1), in dem ihn O’Leary vertrat. Zum Finale des FA Cups kehrte er gegen denselben Gegner zurück und Arsenal siegte nach Verlängerung mit dem identischen Ergebnis im Wiederholungsspiel, nachdem sich die beiden Teams im ersten Spiel mit einem 1:1 getrennt hatten. Im Jahr 1994 erweiterte Dixon seine Kollektion um einen europäischen Titel. Mit einer weiteren guten Defensivleistung neutralisierten Dixon, Winterburn, Bould und Adams sämtliche Bemühungen von Tomas Brolin, Gianfranco Zola und Faustino Asprilla vom italienischen Gegner AC Parma und gewannen durch ein frühes Tor im Kopenhagener Finale des Europapokals der Pokalsieger mit 1:0. Im Jahr darauf stand Dixon mit Arsenal erneut im Endspiel des Pokalsieger-Wettbewerbs, das in Paris stattfand – es endete gegen Real Saragossa nach Verlängerung mit einer 1:2-Niederlage.
Zum Ende des Jahres 1996 wurde bei Arsenal mit Arsène Wenger eine neue Ära in Highbury eingeleitet. Wenger begann damit, weitreichende Veränderungen durchzusetzen, die sich bei den Spielern in einer Professionalisierung von Ernährung, Lebensstil und psychologischen Komponenten niederschlug. Obwohl dies zahlreiche Personalneubesetzungen in der Mannschaft nach sich trug, vertraute Wenger noch einige Zeit der mittlerweile etwas „angejahrten“ Verteidigung. Arsenal gewann erneut das „Double“ im Jahr 1998 und Dixon wurde für die zehnte Saison bei Arsenal ausgezeichnet. Obwohl er mit dem ukrainischen Nationalmannschaftsverteidiger Oleh Luschnyj hochkarätige Konkurrenz an die Seite gestellt bekam, blieb er auch weiter häufig „erste Wahl“. Im Jahr 2000 stand Dixon mit seinem Klub im Endspiel des UEFA-Pokals und unterlag dort dem türkischen Gegner Galatasaray Istanbul im Elfmeterschießen. Im darauffolgenden Jahr erreichte Arsenal das Finale des FA Cups, verlor dabei jedoch im Cardiffer Millennium Stadium mit 1:2 gegen den FC Liverpool – der kurz vor seinem Rücktritt stehende 37-jährige Dixon verlor beim entscheidenden Treffer zum 1:2 das Sprintduell gegen seinen 21 Jahre alten Gegenspieler Michael Owen. Dixon verkündete zum Abschluss der Saison 2001/02 seinen Rückzug vom Fußball, als Arsenal erneut das Double gewinnen konnte. Aufgrund des gleichzeitigen Rücktritts von Adams verblieben somit nur noch Seaman und Keown aus der ehemals so erfolgreichen Abwehrreihe im Kader – O’Leary hatte sich 1993, Bould im Jahr 1999 und Winterburn nur ein weiteres Jahr danach verabschiedet.

### Englische Nationalmannschaft
Dixon debütierte für die englische A-Nationalmannschaft im April 1990 anlässlich eines Vorbereitungsspiels für die WM 1990 gegen die Tschechoslowakei. Er erfüllte seine Aufgabe zur Zufriedenheit, aber es bestand nur wenig Hoffnung für den Kader der Weltmeisterschaft, da er hinter Gary Stevens und Paul Parker lediglich als dritte Wahl galt. Nur eine Verletzung bei einem der genannten Spieler hätte Dixon die Tür nach Italien geöffnet, was sich nicht ereignete.
Nach der Weltmeisterschaft ersetzte der neue englische Manager Graham Taylor Stevens und Parker dauerhaft durch Dixon. In seinem sechsten Länderspiel erzielte dieser in der Qualifikation zur EM 1992 gegen Irland das erste Tor für England, wobei das Spiel mit einem 1:1-Remis endete. Zum Ende des Jahres 1991 hatte Dixon elf Länderspiele absolviert, inklusive aller Qualifikationsspiele für die Europameisterschaft 1992, für deren Endrunde in Schweden sich das englische Team dann auch qualifizieren konnte. Kurz bevor das Turnier begann, litt Dixon an einer Verletzung und Stevens stand kurz vor einem Comeback im Kader der englischen Nationalmannschaft je näher der Tag zur Verkündung des Kaders kam. Taylor nominierte jedoch Dixon in seinen vorläufigen Kader, aber letztendlich sollte keiner der beiden an der EM 1992 teilnehmen. Dixon musste seine Teilnahme wegen der Verletzung absagen und der Außenverteidiger der Glasgow Rangers blieb aufgrund einer eigenen Blessur dem Turnier ebenso fern, so dass England in Schweden ohne einen echten rechten Außenverteidiger spielte und die erste Gruppenphase nicht überstand. Nach einem Sommer der Genesung kehrte Dixon in das englische Team zurück.
International verlief das Jahr 1993 unglücklich, da sich England nicht für die WM 1994 in den USA qualifizieren konnte. Dixons 21. Länderspiel, ein 7:1 gegen San Marino im letzten Qualifikationsspiel (ein Spiel, das keinen Wert mehr besaß), schien dabei sein letzter internationaler Auftritt gewesen zu sein, da Taylor im Anschluss seinen Rücktritt bekanntgab, Terry Venables das Amt übernahm und sogleich mit anderen rechten Außenverteidigern experimentierte, um dann 1995 Gary Neville dauerhaft in diese Position zu installieren. Er bekam Anfang 1999 eine überraschende Berufung für die englische Nationalmannschaft, als der neue englische Interimscoach Howard Wilkinson nach dem Rücktritt von Glenn Hoddle das Team übernommen hatte. Dixon spielte somit noch einmal bei der 0:2-Niederlage gegen Frankreich im Wembley-Stadion und verabschiedete sich danach leise von der internationalen Bühne und kehrte nicht mehr dahin zurück. Er bestritt somit 22 Länderspiele, kam jedoch bei keinem großen Turnier zum Einsatz.

## Aktivitäten nach der Fußballerlaufbahn
Nach seinem Rücktritt konzentrierte er sich auf mehrere Geschäftsideen, inklusive eines renommierten Restaurants in Berkshire. Er begann danach eine TV-Karriere und arbeitete bis 2012 als Fußballexperte für die BBC, dabei vornehmlich in der bekannten Fußballshow Match of the Day.

## Titel/Auszeichnungen
- Europapokal der Pokalsieger (1): 1994
- Englische Meisterschaft (4): 1989, 1991, 1998, 2002
- Englischer Pokal (3): 1993, 1998, 2002
- Englischer Ligapokal (1): 1993 (ohne Finaleinsatz)
- FA Charity Shield (3): 1991 (geteilt), 1993, 1998
- PFA Team of the Year (3): 1986/87 (2. Liga), 1989/90, 1990/91